# Dreptatea (1943)
Dreptatea, później Vice-Amiral Ioan Georgescu – rumuński trałowiec z lat 50. XX wieku, jedna z czterech zbudowanych jednostek typu Democrația. Okręt został zwodowany w 1943 roku w stoczni Șantierul Naval Galați w Gałaczu, a w skład Forțele Navale Române został wcielony w 1956 roku. Na początku lat 90. XX wieku jednostka otrzymała nową nazwę – „Vice-Amiral Ioan Georgescu” i została przeklasyfikowana na korwetę. Okręt wycofano ze służby w 2000 roku.

## Projekt i budowa
Projekt trałowców typu Democrația oparty został na konstrukcji budowanych podczas II wojny światowej niemieckich jednostek typu M1940 . Okręty otrzymały napęd w postaci maszyn parowych potrójnego rozprężania, opalanych węglem.
Przyszły „Dreptatea” zbudowany został w krajowej stoczni Șantierul Naval Galați w Gałaczu . Położenie stępki i wodowanie okrętu odbyło się w 1943 roku . Po zajęciu Rumunii przez ZSRR budowa jednostki została wstrzymana. W 1951 roku kotły okrętu zostały przystosowane do opalania paliwem płynnym.

## Dane taktyczno-techniczne
Okręt był trałowcem o długości całkowitej 62,3 metra (57,6 metra na wodnicy), szerokości 8,9 metra i zanurzeniu 2,62 metra . Wyporność standardowa wynosiła 543 tony, a pełna 775 ton . Siłownię okrętu stanowiły początkowo dwie pionowe maszyny parowe potrójnego rozprężania o łącznej mocy 2400 KM, do których parę dostarczały dwa trójwalczakowe kotły wodnorurkowe typu Marine. Napędzana dwiema śrubami jednostka osiągała prędkość maksymalną 17 węzłów . Zapas paliwa wynosił 152–156 ton, co zapewniało zasięg wynoszący 4000 Mm przy prędkości 10 węzłów .
Nie wiadomo, jakie było pierwotne uzbrojenie artyleryjskie jednostki. W późniejszym czasie składało się z trzech podwójnych zestawów działek przeciwlotniczych kalibru 37 mm W-11 L/70 oraz dwóch podwójnych stanowisk wkm kalibru 14,5 mm 2M-7 L/93 . Broń przeciwpodwodną stanowiły dwie zrzutnie bomb głębinowych; ponadto okręt mógł zabierać na pokład miny . Wyposażenie przeciwminowe obejmowało trał mechaniczny .
Załoga okrętu składała się z 9 oficerów oraz 71 podoficerów i marynarzy.

## Służba
„Dreptatea” został wcielony do składu Forțele Navale Române w 1956 roku . Okręt otrzymał numer burtowy DB-14 . Pierwszym przydziałem jednostki był 596. Dywizjon Trałowców, podlegający Dowództwu Obrony Strefy Morskiej w Konstancy . Od 1956 roku „Dreptatea” wraz z siostrzanymi trałowcami brała czynny udział w zwalczaniu pozostałego po wojnie na Morzu Czarnym zagrożenia minowego . W styczniu 1959 roku, w związku z reorganizacją rumuńskiej floty, 596. Dywizjon Trałowców został przekształcony w 146. Dywizjon Trałowców Bazowych, a okręt utracił swą nazwę, otrzymując numer burtowy DB-16  . Od września 1959 do jesieni 1980 roku bazą 146. Dywizjonu była Mangalia, a później znów Konstanca . W latach 1960–1974 jednostka nosiła numer burtowy z przedziału 60–63, zmieniony ponownie na DB-16  .
Pomiędzy 1976 a 1983 rokiem dokonano poważnej modernizacji okrętu, demontując parową siłownię i instalując w zamian dwa silniki wysokoprężne 6 KVD 43A o identycznej łącznej mocy . Zmiany objęły również uzbrojenie: usunięto jedno stanowisko działek przeciwlotniczych W-11, montując pojedyncze działko kalibru 37 mm 70-K L/73; dodatkowo na pokładzie znalazły się dwa pięcioprowadnicowe miotacze bomb głębinowych RBU-1200 z zapasem 40 bomb RGB-12 oraz dwie poczwórne wyrzutnie rakiet przeciwlotniczych Strzała-2 (łącznie 16 rakiet) . Zamontowano wówczas także radar nawigacyjny Don, lądowisko dla śmigłowców na rufie i maszt kratownicowy oraz przebudowano pomost bojowy. W sierpniu 1991 roku trałowiec otrzymał nazwę upamiętniającą jednego z rumuńskich admirałów – „Vice-Amiral Ioan Georgescu” (numer taktyczny 16)  . W 1993 roku jednostkę przeklasyfikowano na korwetę, usuwając wyposażenia trałowe . Okręt został wycofany ze służby w 2000 roku .